# Morris Isis
Der Name Morris Isis wurde von der Morris Motor Company für eine Reihe von Modellen verwendet, die von 1931 bis 1958 hergestellt wurden.

## Isis 6 (1931–1935)
Der Morris Isis 6 kam 1931 als Abwandlung des Modells 6 auf den Markt. Die große auch dessen seitengesteuerten 6-Zylinder-Reihenmotor mit 2468 cm³ und Radaufhängungen mit Halbelliptikfedern. Die von Budd (USA) gefertigten Karosserien waren aber niedriger als die des Vorgängers. Das Modell erreichte eine Höchstgeschwindigkeit von 99 km/h. Als erster Morris hatte dieser Wagen hydraulische Bremsen und Chromteile (vorher waren sie vernickelt).
1932 wurde der Isis 6 überarbeitet. Anstatt der Ganzstahlkarosserie erhielt er eine konventionelle blechbeplankte Karosserie mit Holzrahmen. Als Luxusausführung kam der Morris Twenty-Five mit größerem Motor heraus. 1934 gab es auf Wunsch eine automatische Kupplung und einen Freilauf.
1935 wurde der Isis 6 eingestellt. Nachfolger war der Morris Eighteen.

## Isis Series I (1955–1956)
1955 wurde der Modellname wiederbelebt. Der neue Morris Isis Series I war eine 4-türige Limousine, bzw. ein 5-türiger Kombi, der oberen Mittelklasse, die dem Morris Six Series MS ersetzte. Der obengesteuerte 6-Zylinder-Reihenmotor kam vom Austin Westminster, hatte 2639 cm³ Hubraum und entwickelte 86 bhp (63 kW). Das Fahrzeug erreichte damit 144 km/h.
Es gab auch einen 3-türigen „Woody“-Kombi im US-amerikanischen Stil. Insgesamt wurden nur ca. 8500 Stück verkauft, womit der Morris wesentlich weniger erfolgreich war als sein Austin-Gegenstück.

## Isis Series II (1956–1958)
Ein Jahr später löste ihn der Morris Isis Series II ab. Er hatte den gleichen Motor wie sein Vorgänger, allerdings verstärkt auf 90 bhp (66 kW). Es gab ein manuelles Getriebe mit vier Gängen und auf Wunsch eine Getriebeautomatik. Der Schalthebel saß rechts neben dem (rechtssitzenden) Fahrer, also an der Außenseite der vorderen Sitzbank. Der Handbremshebel saß gleich dahinter. Wie beim Oxford Series III wurde die Karosserie leicht modernisiert und erhielt verchromte Seitenstreifen und kleine Heckflossen.
1958 wurde der Isis endgültig eingestellt. Nachfolger war ab 1972 der Morris 2200.